# Mainamiani
Mainamiani (nep. मैनामैनी) – gaun wikas samiti we wschodniej części Nepalu w strefie Sagarmatha w dystrykcie Udayapur. Według nepalskiego spisu powszechnego z 2001 roku liczył on 846 gospodarstw domowych i 4977 mieszkańców (2585 kobiet i 2392 mężczyzn).